# Driesch (westfälisch-rheinländisches Adelsgeschlecht)

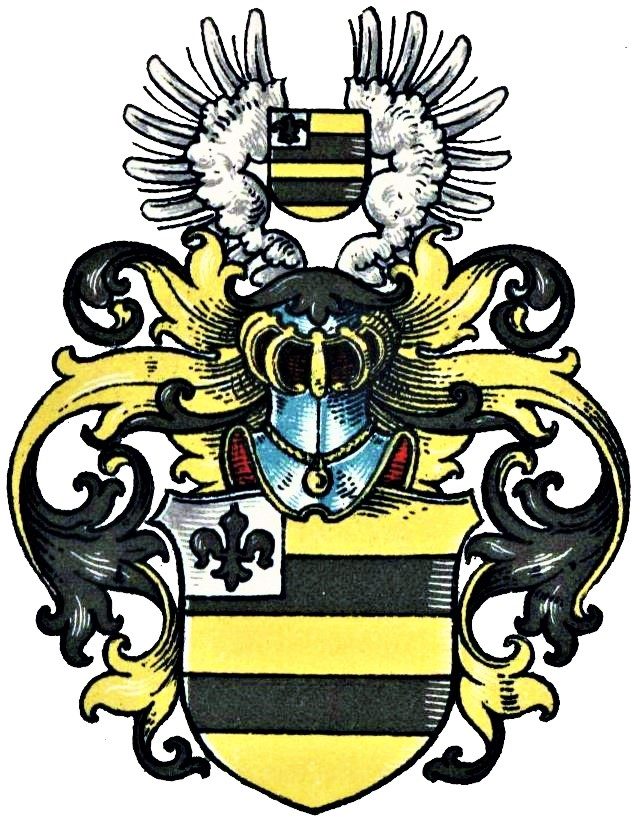
Wappen derer von Driesch im Wappenbuch des Westfälischen Adels

Von dem Driesch (auch: von den Driesch, va(n)me Driesch, vamme Dreissche, van me Dryesche, Dreisch, Driess o. ä.) ist der Name eines westfälisch-rheinländischen Adelsgeschlechts Aachener Herkunft, das im Niederländisch-Limburgischen und Herzogtum Limburg begütert war, und auch in einer Aachener Linie noch im 17. Jahrhundert blühte, wo es eine Gleve (stilisierte Lilie) im Schild führte.
Die westfälisch-rheinländischen Driesch sind von mehreren namensgleichen, aber nicht-verwandten wappenverschiedenen Geschlechtern zu unterscheiden. Siehe Driesch (Begriffsklärung).

## Geschichte
Das Wappen des Geschlechts hat große Ähnlichkeit mit dem Wappen derer von Palant. Es ist nur durch ein Freiviertel mit Lilie vermehrt. Die Driesch kommen urkundlich jedoch früher als die von Palant vor. Reiner de Driske miles erscheint bereits 1273 als Zeuge in einer Urkunde Herzog Walrams von Limburg († 1279). Die Driesch sollen von einem gleichnamigen Pachthof in der Gemeinde Voerendal im Land von Valkenburg stammen.  Erzbischof Friedrich III. von Köln gewährte am 11. August 1393 in Aachen auf Bitten Johanns von Driesch (vamme Dreissche) dessen Ehefrau Barbara van dem Hoyue Wittum und Leibzucht an dem in der Herrschaft Valkenburg gelegenen Hof zum Driesch (zu dem Dreisschen) im Kirchspiel Voerendaal, den Johann vom Erzbischof zu Lehen empfangen hatte. Später saß die Familie ab 1584 und noch 1626 auch auf Gut Leisterhof im westfälischen Kirchspiel Valbert.
Here Scheyfart van me Dreysch (auch Her Scheivart van me Dries, Ritter) erscheint 1353 und 1357 unter den Lehnsleuten von Brabant und Limburg und in einer Urkunde von Herzog Wenzel I. von Luxemburg (1337–1383).
Zu Anfang des 15. Jahrhunderts verkaufte Johann Scheiffart, Sohn des Arnold von dem Driesch, den Hof (Lanckveld) zu Reymersdal (Reijmersdal) an Goswin von Doenrade, der 1419 damit belehnt wurde.
Lambert von Driesch (Driesche) war 1391 Mann der Herren auf Burg Randerath. Vermutlich derselbe stellte 1399 als Lambrecht von Buesdorf genannt vom Drijesche der Stadt Köln einen Mannbrief aus und übertrug 1418 seinem Sohn Johann einen Hof zu Eynatten. Johann sollte dafür seinen Schwestern, Nonnen im Kloster zu Hocht, jährlich 12 Gulden zahlen. 1420 war Lambert verstorben und sein Bruder Mathias (Thys) von dem Driesch vom Aachener Münsterstift wurde mit dem Gut zu Eynatten belehnt, das er auch 1430 noch besaß. Mathias war 1422 Zeuge bei der Eheberedung Palant-Swalmen. 1432 war er Lehnsmann der Mannkammer Randerath. Er war verheiratet mit Margaretha von dem Hoeve, die 1451 als Witwe erscheint. Sein Sohn Lambert (auch Lambrecht und Lemgin) von dem Driesch (urkundl. 1439–1475) übernahm die Güter des Vaters, so auch ein Gut zu Eyß und von dem Byrholtz im Randerather Busch. Außerdem war er Lehns-Statthalter zu Valkenburg. Er siegelte 1448 mit einem Balken, im Obereck eine Lilie, und war verheiratet mit Catharina, geb. von Zevel (urkundl. 1451–1454). Die Eheleute verkauften 1451 ihren Hof zu Honsdorf und ein Erbe zu Bergheim. Sie hatten eine Tochter, Wilhelma von dem Driesch, die 1467 mit Wilhelm von Linzenich zu Conradsheim verheiratet war, und einen Sohn, Werner von dem Driesch, der 1467 ohne Erben und vor seinem Vater und seiner Schwester verstarb. Am 4. Dezember 1494 tauschten Wilhelma vanme Driesche, Witwe des Wilhelm von Linzenich, und ihre Kinder die Burg Konradsheim gegen Burg Juntersdorf.
Lambrecht von dem Driesch, der junge, wurde im Jahre 1453 mit dem großen sogenannten Pryshofe zu Rabottraed belehnt, der dem verstorbenen Marschall von Eupen (Carsillis von Eupen, Erbmarschall des Herzogtums Limburg) gehört hatte. Nach Lambrechts Tod wurde dessen Sohn, Wilhelm von dem Driesch, gen. von Rabottraed, mit dem Pryshofe belehnt. Als dieser aber starb, stellte seine Mutter 1474 Betram Pütz von Bentzenraede zu ihrem Lehenträger.
Junker Walter von Driesch machte 1473 in Münstereifel wohnend sein Testament. Seine Frau Duitgin war zu diesem Zeitpunkt bereits verstorben und sein Sohn Johann war mit Catharina von Saldenbach verheiratet.
Arnold I. von Driesch wurde 1487 von Heinsberg mit einem Hof zu Laiffelt genannt Slabbarts Hof belehnt, nachdem ihm dieser von Willem von den Elssin übertragen worden war. 1503 wird derselbe Willem für die Kinder von Arnold mit dem Hof belehnt. Zu diesem Zeitpunkt war Arnold I. offenbar bereits verstorben. Ein Jahr später wird Sohn Arnold II. mit Slabbarts Hof belehnt, der ihn wiederum seinem Sohn Arnold III. von Driesch zu Ophoven in der Herbergen wohnhaftig hinterlässt. Arnold III. war 1540 Heinsberger Lehnsmann und 1545 Amtmann des Herrn zu Beicht. In demselben Jahr verkaufte er zusammen mit dem Aachener Schöffen Johann Hartmann eine Erbrente aus dem Hof zu Gevenich genannt Arnolds-Hof von Dreisch. Er verstarb vor 1562. Sein Bruder Heinrich von Driesch heiratete Entgen Winckels. Deren Sohn Johannes von den Driesch (Jurist) (1558–1616) wurde Professor für Kirchen- und Zivilrecht an der Universität Würzburg. Ein weiterer Sohn der Eheleute Driesch-Winckels, Arnold IV. von Driesch, heiratete Elisabeth Thelen. Die Taufeinträge der Nachkommen dieser Eheleute finden sich im Linnicher Kirchenbuch bis Anfang des 18. Jahrhunderts.
Elisabeth von Driesch war mit Adam von Zevel, Peters Sohn, verheiratet und blieb kinderlos, wodurch die Aachener Linie der ritterbürtigen von Zevel im 17. Jahrhundert ausstarb.
An einem Kamin im Aachener Rathaus befand sich u. a. das Driesch-Wappen mit dem Text „Herr Johann von Driesch, Baumeister 1668.“

## Persönlichkeiten
- Carl Anton Hubert von den Driesch (1830–1900), Regierungsrat, Träger des Roten Adlerordens IV. Klasse
- Erich von den Driesch (1878–nach 1920), deutscher Bildhauer aus Aachen
- Johannes von den Driesch (Jurist) (1562–1616), Professor für Kirchen- und Zivilrecht an der Universität Würzburg
- Johannes von den Driesch (1880–1967), preußischer Ministerialbeamter und Hochschullehrer

## Wappen
Blasonierung: In Gold zwei oder drei schwarze Balken. Im silbernen rechten Obereck (Freiviertel) eine schwarze Lilie. Auf dem Helm ein offener silberner Flug, dazwischen der Schild. Die Helmdecken sind schwarz-golden.

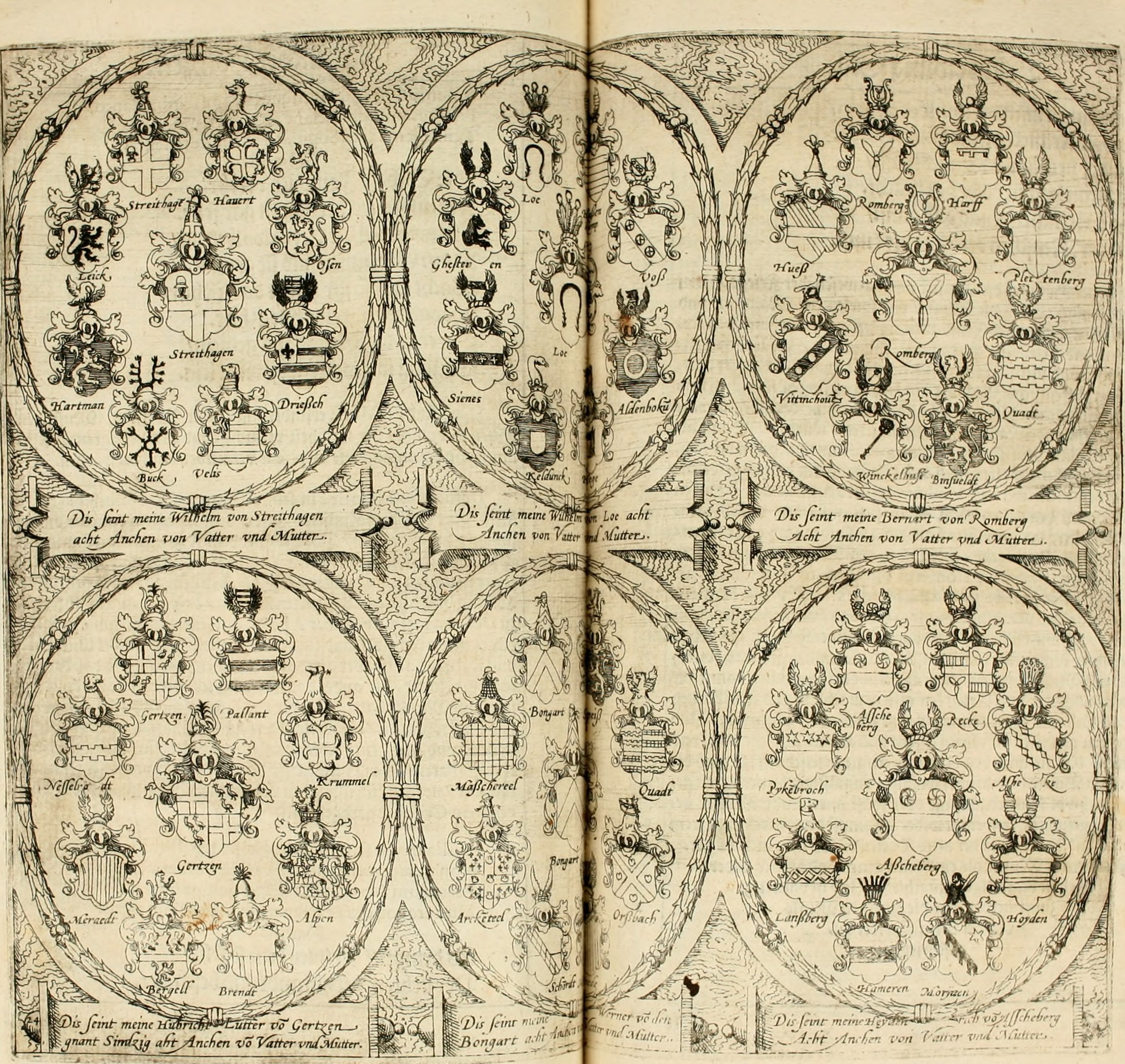
Ahnenproben anlässlich der Fürstlich Jülich‘schen Hochzeit 1585. Erste hier: für Wilhelm von Streithagen mit Wappen derer von Driesch

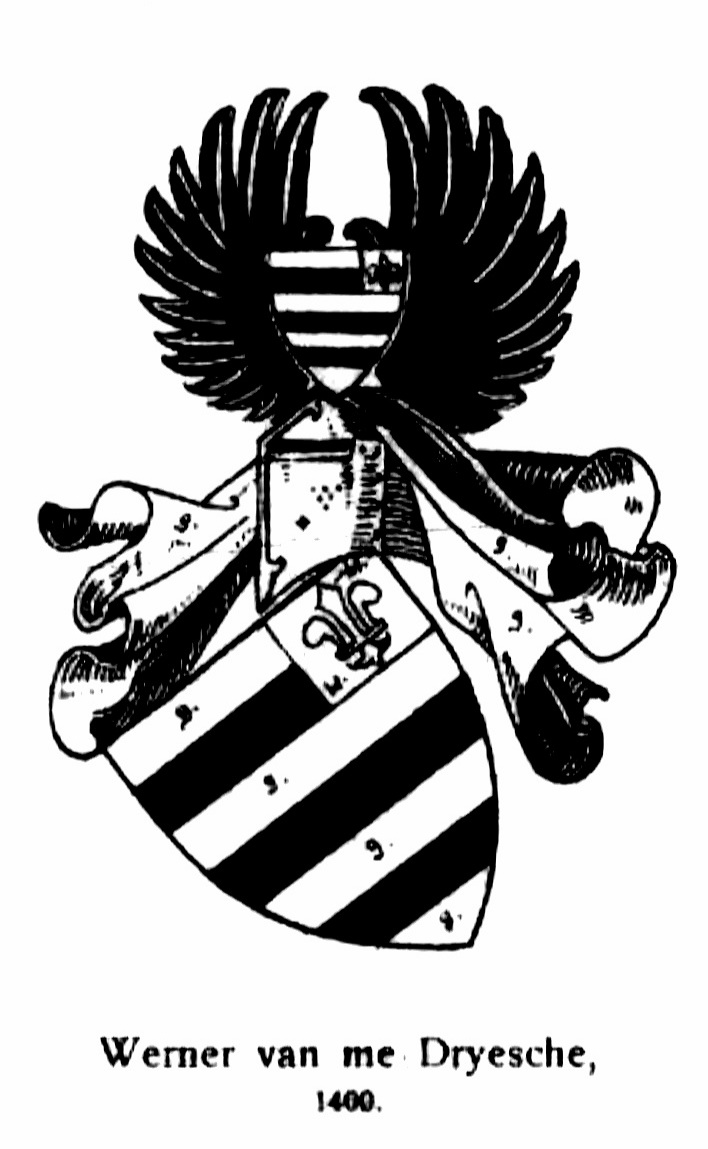
Wappen Werner van me Dryesche, 1400
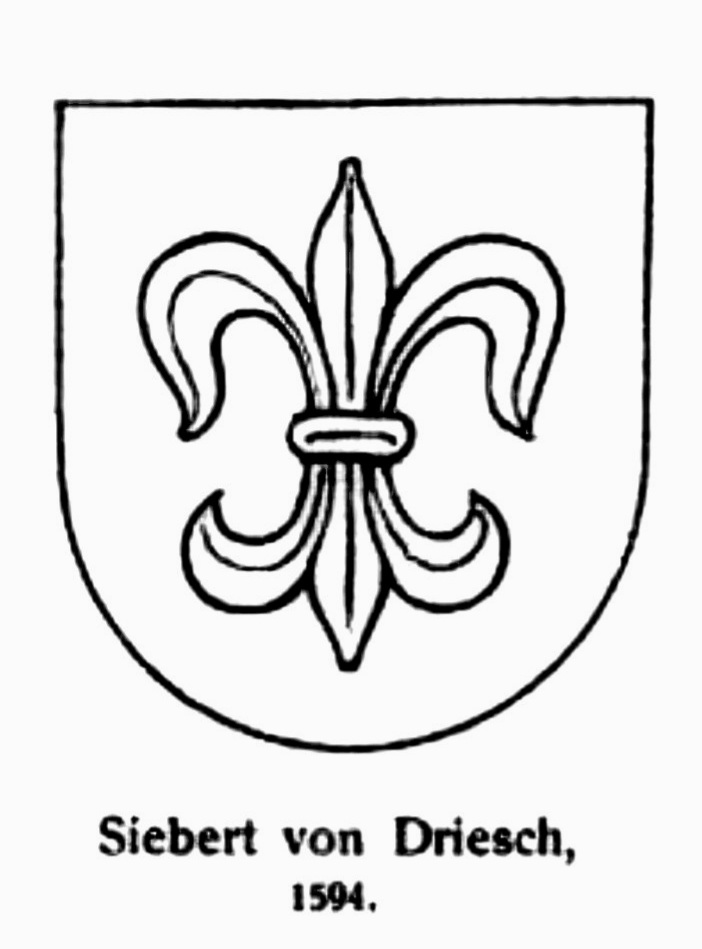
Wappen Siebert von Driesch, Aachen 1594
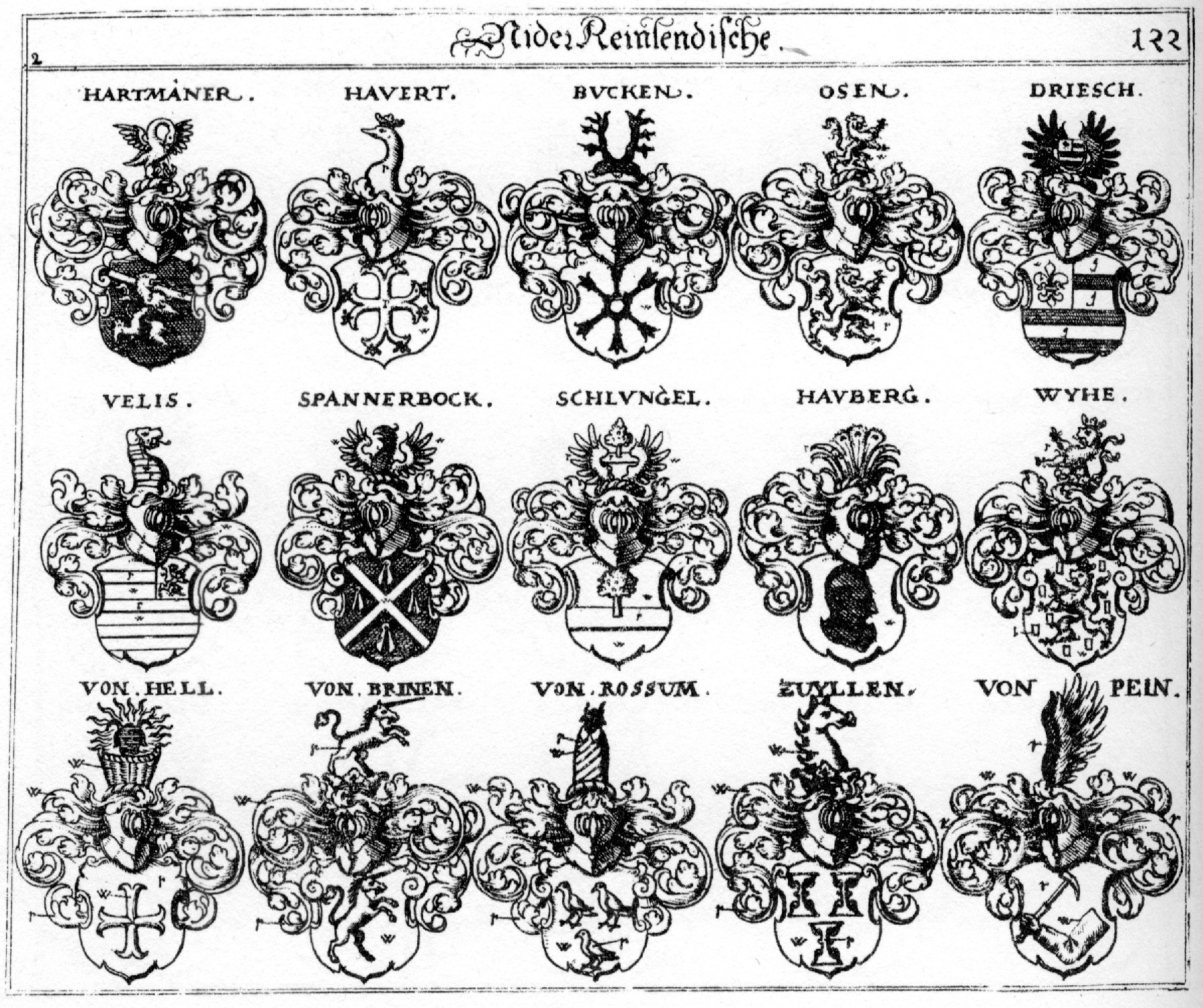
Siebmacher, Nachfolgeband 2, um 1701/05, Tafel 122, 1. Reihe, 5. Wappen

Das Driesch-Wappen findet sich u. a. in einer 1585 in Öl auf Holz gemalten Aufschwörtafel im Stadtmuseum Landeshauptstadt Düsseldorf. Die Tafel stellt die acht Ahnenwappen des Wilhelm von Streithagen dar, der zu den Teilnehmern eines Fußturniers auf dem Düsseldorfer Marktplatz anlässlich der Hochzeit des Erbprinzen Johann Wilhelm mit Jakobe von Baden-Baden in Düsseldorf im Jahr 1585 gehörte. Analog ist das Driesch-Wappen als Ahnenwappen des Wilhelm von Streithagen auch in einem Kupferstich in der vom Hofjuristen und bergischen Landschreiber Diederich Graminaeus (1550–1610) im Jahr 1587 in Köln veröffentlichten Beschreibung der Fürstlich Jülich‘schen Hochzeit zu finden.
Als ein Agnat das Familienwappen (mit blauer Lilie im Freiviertel und schwarzem Flug als Helmzier, wie bei Johann Siebmacher) 1993 in die Deutsche Wappenrolle eintragen ließ, wurde als Herkunftsort Aphoven im Kreis Heinsberg angegeben. Im Korrekturnachtrag des Bandes wurde als ältester Bildnachweis die Aufschwörtafel für Wilhelm von Streithagen von 1585 genannt, wo der Flug auf dem Helm ebenfalls schwarz dargestellt ist.